# Compsibidion orpa
Compsibidion orpa là một loài bọ cánh cứng trong họ Cerambycidae.